# Jung Sunhye
Jung Sunhye (hangul: 정선혜; hanja: 善惠; rr: Jung Sunhye; MR: Jung Sunhye; Seul, 12 de abril de 2004), conhecida profissionalmente como Sunhye, é uma cantora, rapper, compositora e dançarina sul-coreana. Ela é a líder do girl group sul-coreano Young Posse, formado numa parceira entre as gravadoras DSP Media e Beats Entertainment.

## Carreira
Em 30 de junho de 2023, Sunhye foi revelada como uma das cinco integrantes do grupo de K-pop Young Posse.

## Discografia

### Outras canções nas paradas
| "School's Out" (com Doeun)                                                                | 2025 | ASA | Growing Pain pt.1: FREE |
| "—" denota lançamentos que não entraram nas paradas ou não foram lançados naquela região. |      |     |                         |

### Colaborações
| Ano  | Título da canção           | Artista      | Ref.  |
| ---- | -------------------------- | ------------ | ----- |
| 2024 | "True Love (Feat. Sunhye)" | Bobby & Ovan | [ 3 ] |

### Créditos de composição
Todos os créditos das canções são adaptados do banco de dados da Korea Music Copyright Association, salvo indicação em contrário.
| Ano  | Artista       | Canção                                                               | Álbum                     | Letrista  | Letrista                                                                       | Compositor | Compositor                                  |
| Ano  | Artista       | Canção                                                               | Álbum                     | Creditada | Com                                                                            | Creditada  | Com                                         |
| ---- | ------------- | -------------------------------------------------------------------- | ------------------------- | --------- | ------------------------------------------------------------------------------ | ---------- | ------------------------------------------- |
| 2023 | Young Posse   | "Macaroni Cheese"                                                    | Macaroni Cheese           | Yes       | Doeun, Wi Yeonjung, Jiana, Jaedyn                                              | Não        | N/A                                         |
| 2023 | Young Posse   | "Posse Up"                                                           | Macaroni Cheese           | Yes       | Wi Yeonjung, Jiana                                                             | Não        | N/A                                         |
| 2024 | Young Posse   | "Young Posse Up (feat. Verbal Jint, NSW yoon & Token)"               | Adicionado à nenhum álbum | Yes       | Nsw Yoon, Wi Yeonjung, Jiana, Verbal Jint                                      | Não        | N/A                                         |
| 2024 | Young Posse   | "Scars"                                                              | XXL                       | Yes       | Yella D, Wi Yeonjung, Jiana                                                    | Não        | N/A                                         |
| 2024 | Young Posse   | "Roty"                                                               | XXL                       | Yes       | Rick Bridges, Doeun, Wi Yeonjung, Jiana, Jaedyn, Han Jieun                     | Não        | N/A                                         |
| 2024 | Young Posse   | "On My Scars (feat. Lil Cherry & Dbo)"                               | Adicionado à nenhum álbum | Yes       | Yella D, Dbo, Lil Cherry, Wi Yeonjung, Jiana, Kiggen                           | Não        | N/A                                         |
| 2024 | Young Posse   | "Ate That"                                                           | Ate That                  | Yes       | Sang Hyeok Choi, Lee Eui Chul, Doeun, Wi Yeonjung, Lee Ki Won                  | Não        | N/A                                         |
| 2024 | Young Posse   | "Loading"                                                            | Ate That                  | Yes       | Doeun, Wi Yeonjung, Jiana, Jaedyn, Han Jieun                                   | Não        | N/A                                         |
| 2024 | Young Posse   | "Bananas"                                                            | Ate That                  | Yes       | Yella D, Wi Yeonjung, Kiggen                                                   | Não        | N/A                                         |
| 2024 | Young Posse   | "We Still Loading (feat. Los, Rick Bridges, northfacegawd & DJ Sky)" | Year 1: We Still Loading  | Yes       | Rick Bridges, Los, Doeun, Wi Yeonjung, Han Jieun, Jiana, northfacegawd, Kiggen | Não        | N/A                                         |
| 2025 | Young Posse   | "Blue Dot"                                                           | COLD                      | Yes       | YELLA D, Doeun                                                                 | Não        | N/A                                         |
| 2025 | Young Posse   | "Santa Claus Left Me No Goodz"                                       | COLD                      | Yes       | Wi Yeonjung, Doeun, Jiana, Jieun, Kiggen                                       | Não        | N/A                                         |
| 2025 | Young Posse   | "FREESTYLE"                                                          | Growing Pain pt.1: FREE   | Yes       | Wi Yeonjung, Jiana, Doeun, Jieun, Rick Bridges                                 | Não        | N/A                                         |
| 2025 | Young Posse   | "ADHD"                                                               | Growing Pain pt.1: FREE   | Yes       | Wi Yeonjung, Jiana, Doeun, Jieun                                               | Não        | N/A                                         |
| 2025 | Sunhye, Doeun | "School's Out"                                                       | Growing Pain pt.1: FREE   | Yes       | YELLA D, Doeun                                                                 | Não        | N/A                                         |
| 2025 | Young Posse   | "MON3Y 8ANK"                                                         | Growing Pain pt.1: FREE   | Yes       | Doeun, Jieun                                                                   | Não        | N/A                                         |
| 2025 | Young Posse   | "soju"                                                               | Growing Pain pt.1: FREE   | Yes       | Wi Yeonjung, Jiana, Doeun, Jieun                                               | Yes        | Kiggen, ROBBIN, Jiu-Gun, Wi Yeonjung, Jiana |
| 2025 | Young Posse   | "Same Shit 中 Another One"                                           | Growing Pain pt.1: FREE   | Yes       | YELLA D, Wi Yeonjung, Doeun, Jiana, Jieun                                      | Não        | N/A                                         |

## Ligações Externas
- Commons